# Echinus tylodes
Echinus tylodes là một loài cầu gai trong họ Echinidae. Nó có màu trắng với các gai màu hồng khá thưa thớt và là loài đặc hữu của bờ biển phía đông của Bắc Mỹ, bao gồm vịnh Mexico. Nhìn chung nó có màu trắng và các gai màu hồng.

## Phân bố
Echinus tylodes được tìm thấy trên bờ biển phía đông của Hoa Kỳ từ mũi Cod theo phía nam đến eo biển Florida và ở vịnh Mexico. Nó là một loài sinh sống ở vùng nước sâu, được tìm thấy ở độ sâu giữa 270 và 810 mét. Nó thường được tìm thấy xung quanh các san hô nước sâu, nằm trên cành san hô hoặc xung quanh gò san hô giữa các phần còn lại của san hô chết.